# 前原巧山

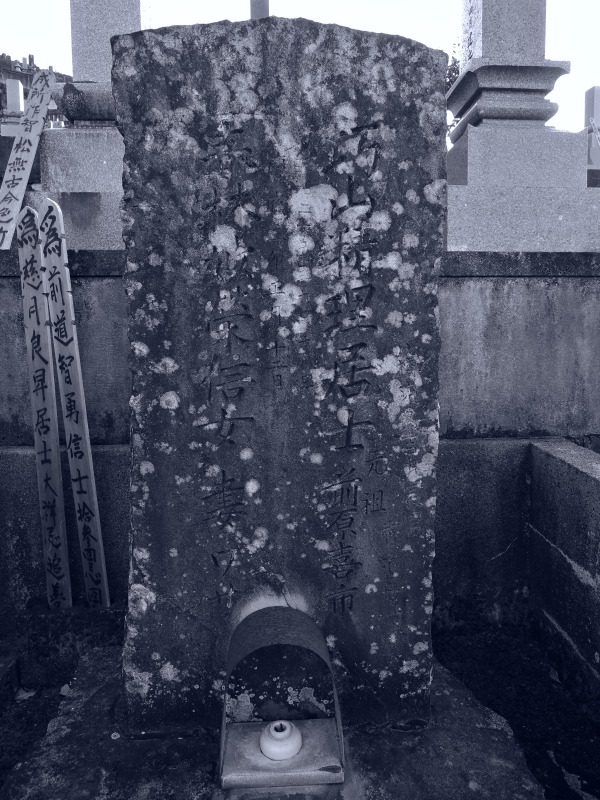
前原巧山 夫妻の墓、仏日山西江寺

前原 巧山（まえばら こうざん、文化9年9月4日（1812年10月8日） - 明治25年（1892年）9月18日）は、江戸時代末期から明治期に活躍した日本の技術者。巧山は号で、名は喜市（きいち）、元の名を嘉蔵（かぞう）と言う。純国産の蒸気船の製造で知られる。

## 来歴
- 1812年（文化9年）宇和島藩領八幡浜新築地に生まれる。
- 1836年（天保6年）大坂の目貫師谷元貞に弟子入り
- 1840年（天保10年）宇和島城下で細工物商売を始める。
- 1854年（嘉永7年）宇和島藩重役より蒸気船の機関の製造を命じられる。長崎留学（第1～2回）
- 1854年（安政元年）御船手方御雇、第3回目長崎留学（村田蔵六らに同道）。前原喜一改名。
- 1857年（安政4年）薩摩藩にて修行する。
- 1858年（安政5年）蒸気機関実験成功
- 1858年（安政6年）蒸気船完成、宇和島藩譜代となる。
- 1870年（明治3年）旧蒸気船造り替え。
- 1871年（明治4年）喜一隠居。
- 1872年（明治5年）息、喜作と共に大阪移転。
- 1873年（明治6年）大坂にて「前原一代記咄し」を記す。同年宇和島帰国
- 1892年（明治25年）宇和島、野川にて死去　宇和島市西江寺に埋葬。戒名巧山精理居士

## 生涯

### 蒸気船の製造を命じられる
宇和島藩内で、細工物などをしながら糊口を凌いでいた嘉蔵は、かねてから懇意にしている本町の豪商清家市郎左衛門の屋敷で、藩の家老桑折左衛門より、火輪船（蒸気船）の程ではなくても、櫓をこぐ現在の舟より、人力を減らして速く進める船の工夫は無いものかと相談を受け、嘉蔵が器用であるので、彼ならばあるいは、と推挙しておいたと言う話を聞く。もとよりそのような大それた物は出来ないので他の方にお願いしてくれと、その日は辞去した。
```
中々左様なる品、我々工夫にてハ無覚束、外の方へ御吟味被成と申帰り、打過候処（前原一代記咄し）
```

その半月後ほどに、漁に使う網曳きのロクロを思い出し、これを工夫して船を進退できないかと考え、以来一室にこもり不眠不休で2日思案し、さらに5日かかり横一尺、長さ二尺五寸、深さ七、八寸の箱車に四輪を付け、心棒を一回転すると車輪が三回転するカラクリを作り上げ、清家市郎左衛門に見せた。
その出来栄えに驚いた市郎左衛門は、その箱車を町年寄から町奉行を通じ家老桑折に差し出され、桑折はそれを火輪船の製造を希望する藩主伊達宗城に披露した。直後に嘉蔵は藩の造船所でそのカラクリを船に応用する工事にかかる。陸では容易に進んだ箱車の仕掛けも、海では海水の抵抗で思うように推進しなかったが、藩主自ら操作し大変喜び、老職たちも大いに感心したという。
```
殿様御覧ニ入れ、両車御手にて、御試被成候処、御面躰至極宜敷、思召ニ入候様子にて、御役人様方も御感心被成候故（前原一代記咄し）
```

その後、士分（御雇、二人扶持五俵）に取り立てられる。役所から袴に大小を差し、裡町（現中央町付近）の自宅に帰ったところ、近隣の住民は気が狂ったのかと思ったと言う。
```
袴大小にて裡町四丁目へ帰候処、丁頭内山彦兵衛、近家之人とも気違ひ候と語り合候様子にて、（中略）'家内中大いに歓ひ被下、其夜家内中之貧相応之酒肴調、出世の悦を致し（以下略）
```

### 長崎での出来事
- 長崎の役人で高島秋帆門下の砲術家山本物次郎と出会う。（留学1回目）
- 山本に同道し、出島で蒸気船や機関の船体取り付けなどを図面に写す。（同2回目）
- 山本より幕府召抱えの話が出る。
- 長崎奉行より、村田蔵六（後の大村益次郎）と共に蒸気船修行を許される（同3回目）
- 竹内右吉郞宅で、蒸気機関を図面に取る。
- 竹内作、シリンダー模型の誤りを指摘する。
- ジョン万次郎が帰国の折に使用した米国製の小船を、江戸へ輸送のため積み込まれた船中で図面に写す。
- 宿舎では、低い身分のため下女と同列で食事させられ、時間に遅れると食事を与えられないなど不遇に甘んじる。

我事ハ昼飯なと遅く帰り候と、すへて食も呉不申、三四度も不食に過ごし候事有之、

### 蒸気船の完成
安政3年（1856年）から本格的に製造に着手したが、度重なる試作、試運転を重ねてもなかなか満足する蒸気船の完成には至らなかった。鋳物の湯釜では、高圧になると「巣」から蒸気が噴出し、銅を使用することを進言しても、古来からの鋳物職人は納得せず喜市に非難が集中した。「御船手方」ではなく「おつぶし方」と言われたのもこの頃である。もし完成したのなら、自分の耳や鼻を切っても良いと悪態を突く者まで出た。
```
蒸気の車を廻すといふ事、愚人の喜市中々出来申儀夢にも無き事、若又万一出来車廻り候ハ、鼻を殺ぎ耳を切るべしとも申、餘ニ組中にも右様申人沢山にて諸職人にも心付申者多く
```

大阪から銅板を取り寄せ、苦労の末蒸気機関の試運転には成功したが、船としては思ったほど進まず失敗。安政4年（1857年）に研究、修行のため薩摩に出発。薩摩藩の蒸気船に同乗したり、島津斉彬の側近肥後七左衛門に学ぶ。翌年長崎を経由して帰国。長崎で楠本イネに会う。
```
銅座おい祢（ね）様方に国元
二宮敬作
被居候間、此処へ弐人参り候処、年賀祝儀なりと娘おたかと申す人々琴を弾し、おい祢様ハ三味線にて大さはぎの処へ……
```

帰国後、蒸気船の試運転に成功、藩主・伊達宗徳を乗船させ、九島沖を航行。その後吉田、戸島、八幡浜、三浦などにも航行にも成功（翌年は江戸より帰国途中の藩主を三崎まで迎えに行く）。この功績により喜市は譜代（三人扶持九俵）となる。
```
度々旅勤いたし、深素工夫致し候、殊に多人数を使ひ、心配致し、御成就ニ相成、御満足被思召、右により此度御譜代被仰付、苗字御免、切扶持参人分九俵被下置目録被下、夢之如く有難御受申上……
```

## その他の業績
- 純宇和島産ゲベール銃30丁製作
- 木綿織機の製造
- 雷管の製造
- 藍玉の製造
- パンの製造（失敗）
- ミシンの製造
- 合金分離
- 大鏡製造

## 和歌
「前原一代記咄し」の表紙裏には次の和歌が詠まれている。
明治六癸酉ノ第一月初メ一日、我六十二才廻暦之終り、實新玉之春を迎へてかくつつり侍りぬ。
- 陰暦を六十一ハつとめ径て、けふより陽の暦の初春
- 壬の申より申に廻り径て、太陽暦を告くる初酉

右大坂北濱一丁目　矢野大属御宅にて詠

## 系図
```

吉野家源蔵━喜市（実父は向灘浦高城弥兵衛）
　　　　　　室　周木浦三好民兵衛門の姉娘
　　　　　　┃
　　　　　　┃
　　　　　　┗━━━━━┳　前原巧山（嘉蔵、喜市）━━━━━━━━┳益太郎
　　　　　　　　　　　　┃　　　　　　　　　　　　　　　　　　　　┃（喜佐久、喜作）
　　　　　　　　　　　　┃室　　　　　　　　　　　　　　　　　　　┃室
　　　　　　　　　　　　┃1 水口屋おこう　　　　　　　　　　　　　┃御荘網代浦国太郎の孫娘
　　　　　　　　　　　　┃2 油屋彦兵衛の娘、おくま（益太郎の母）　┃（喜市と同時に結婚）
　　　　　　　　　　　　┃3 八幡浜松葉屋八蔵の娘（男子出生・早世）┃
　　　　　　　　　　　　┃4 大浦役人の娘（且一郎出生）　　　　　　┣男子（早世）
　　　　　　　　　　　　┃5 御荘網代浦国太郎の娘　　　　　　　　　┃
　　　　　　　　　　　　┃（その娘が益太郎の室）　　　　　　　　　┃
　　　　　　　　　　　　┃6 慶応3年中山の世話で結婚・離縁　　　 　┗且一郎
　　　　　　　　　　　　┃7 佐伯町の女
　　　　　　　　　　　　┃
　　　　　　　　　　　　┃
　　　　　　　　　　　　┣おしま━━━━━━━━━━━━━━━━繁次郎
　　　　　　　　　　　　┃
　　　　　　　　　　　　┃
　　　　　　　　　　　　┃
　　　　　　　　　　　　┗永次郎

```

## 前原巧山に関する研究・小説・テレビドラマなど
- 前原巧山の存在は、地元宇和島市でもかつてはそれほど知られていなかった。1958年（昭和33年）に、地方史研究家（郷土史家）兵頭賢一が、大阪で発見された「前原一代咄」を紹介したことで知られるようになった。
- 1977年のNHK大河ドラマ『花神』で愛川欽也が演じ有名になった。当時、NHKローカルニュースで宇和島市在住の「巧山の子孫」が紹介されたことがあった。原作者司馬遼太郎の小説『花神』『伊達の黒船』（『酔って候』に収録）に、以下のように描かれた。また、みなもと太郎の漫画『風雲児たち 幕末編』も、これらに基き人物像が描かれている。
  - 宇和島藩で村田蔵六（後の大村益次郎）と共に、国内ではまだ無かった蒸気機関をつくる（国産第1号はわずかな差で薩摩藩が先だったといわれている）。学者肌の有能な職人であった。蔵六は嘉蔵の頭脳を「ヨーロッパであれば大学教授であったろう」と評した。
  - もともと嘉蔵は、提灯の紙を張り替える謙虚な職人であったが、それだけでは収入が低くて生活ができないので、人々に頼まれては、どぶ板直しから雨漏り修繕・小間物細工などを行ううち、手先の器用さと優秀さを知られるようになった。ほとんど無学で、寺子屋で字を習った程度であった。
  - 宇和島藩に召抱えられた蔵六は、国内ではまだなかった蒸気船を製造するために、優秀な職人を探していた。そこで薦められたのが、鍛冶屋でも時計職人でもなく、この提灯張り替え職人の嘉蔵であった。
  - みすぼらしい裏長屋の奥に住んでいた嘉蔵を、蔵六が訪ねるとそんな身分の高い人に会うのは恐れ多いと、嘉蔵は裸足で逃げてしまう。後に、嘉蔵が持ってきた自作のからくり模型を見て、蔵六は嘉蔵の才能に惚れ込む。嘉蔵は、蔵六の図面も直ちに理解してしまい、改良案を進言するなど、蔵六をうならせた。
- 司馬は「この時代宇和島藩（中規模藩にすぎなかった）で蒸気機関を作ったのは、現在の宇和島市で人工衛星を打上げたのに匹敵する」と述べている。

## 関連書籍
- 司馬遼太郎 「伊達の黒船」（『酔って候』収録）
- みなもと太郎 『風雲児たち 幕末編』
- 谷有二 『うわじま物語 大君の疑わしい友』
- 兵頭賢一 『造船史上における前原巧山翁の功績』
- 三好昌文 『前原巧山』（『愛媛の先覚者』2）
- 佐川印刷株式会社 編『前原巧山一代噺』